# Рожков Микола Васильович
Рожков Микола Васильович (1906—1998) — радянський російський сценарист. Лауреат Державної премії СРСР (1948).

## Біографія
Народ. 28 листопада 1906 р. на станції Становій Орловської губ. (Росія) в родині залізничника. 
Служив у цирку, у частинах особливого призначення (ЧОП) у Тбілісі й Бухарі (1920—1926), був літпрацівником у газетах «По басмачу», «Коммунист Таджикистана» (1926—1928). 
Закінчив режисерський факультет Всесоюзного державного інституту кінематографії(1935). 
Друкувався з 1938 р. 
Був членом Спілки кінематографістів Росії.
Помер 30 жовтня 1998 в Москві.

## Фільмографія
Автор сценаріїв фільмів:
- «Ми з Уралу» (1943)
- «Горбоконик» (1947, мультфільм, у співавт.)
- «Далека наречена» (1948)
- «Чарівний птах» (1953, мультфільм)
- «Новосілля» (1954, у співавт.)
- «Таємниця двох океанів» (1956, у співавт. з Володимиром Алексєєвим)
- «Сказання про землю Сибірську» (у співавт. з Є. Помєщиковим)
- «Аркуш із блокнота» (у співавторстві з Сарваром Азимовим) (1965)
- «Сини Вітчизни» (у співавторстві з Сарваром Азимовим) (1968)
- «Заради інших»(1976, у співавт.) та ін.

Українських кінокартин:
- «Люди моєї долини» (1960, у співавт. з В. Земляком)
- «Сповідь» (1962, у співавт. з М. Канюкою)

Зіграв епізодичні ролі: (Одеська кіностудія)
- «Небезпечні гастролі» (1969, реж. Г. Юнгвальд-Хилькевич)
- «Довгі проводи» (1971, реж. К. Муратова)